# Victor Garcia (regista)
Pedro Victor García Patta (San Miguel de Tucumán, 16 dicembre 1934 – Parigi, 28 agosto 1982) è stato un regista teatrale argentino.

## Biografia
Attivo a Parigi dal 1962, nel 1966 vi mise in scena Il cimitero delle macchine; negli anni successivi lavorò in Spagna e Brasile. Nel 1973, per Yerma, vinse il Drama Desk Award come miglior regista e per la miglior scenografia.